# オーブリー・ジョン・ケンプナー
オーブリー・ジョン・ケンプナー（英: Aubrey John Kempner、1880年9月22日、グレーター・ロンドン - 1973年11月18日
、ボルダー）はイギリス出身のアメリカの数学者。ケンプナー関数とケンプナー級数で知られる。
1911年、オーブリー・ケンプナーは、ゲッティンゲン大学でランダウの下、博士論文「Über das Waringsche Problem und einige Verallgemeinerungen」でPh.Dを獲得した。この後、アメリカに渡りイリノイ大学で教鞭を執り、また1925年にコロラド大学ボルダー校に移り、1944年から1949年まで数学科長を務めた。1950年からコロラド大学医学校とボルダーのアメリカ国立標準技術研究所で教職に就いた。
ケンプナーの研究は主に数論と、多項式方程式によって定義される領域の質量中心の計算の理論であった。彼を称してコロラド大学ボルダー校数学部はケンプナーコロキウム（Kempner Colloquium）を創立した。彼は、1937年から1938年までアメリカ数学協会会長を務めた。 

## 出版物
- Kempner, Aubrey J. (1916). “On transcendental numbers”. Trans. Amer. Math. Soc. 17 (4):  476–482. doi:10.1090/s0002-9947-1916-1501054-4. MR1501054.
- Kempner, A. J. (1935). “On the complex roots of algebraic equations”. Bull. Amer. Math. Soc. 41 (12):  809–843. doi:10.1090/s0002-9904-1935-06201-9. MR1563200.
- Paradoxes and common sense (pamphlet; 22 pages). Van Nostrand. (1959)